# تلمبه مهدی‌آباد (رفسنجان)
تلمبه مهدی‌آباد یک منطقهٔ مسکونی در ایران است که در دهستان کشکوئیه واقع شده‌است.